# Docteur Nico
 (avril 2020).
Docteur Nico (né Nicolas Kasanda wa Mikalay à Mikalayi, dans la province du Kasaï, en République démocratique du Congo le 7 juillet 1939, mort le 22 septembre 1985), est un guitariste, compositeur et l’un des pionniers du soukous.

## Biographie
Nico Kasanda, après avoir obtenu un diplôme de professeur dans l’enseignement technique en 1957, choisit la guitare.
À l’âge de 14 ans, il commence à jouer au sein du groupe Grand Kalle & l’African Jazz, mené par Joseph « Grand Kalle » Kabasele. Il devient alors un guitariste influent (Jimi Hendrix lui-même est venu le voir personnellement alors qu'il était en tournée à Paris) et l’initiateur du finger-picking congolais, omniprésent à l’époque, ce qui lui conféra le surnom de « Docteur Nico ». En 1963, l’African Jazz se dissout et Docteur Nico et Tabu Ley Rochereau, alors chanteur principal du groupe, forment l’African Fiesta (en), orchestre qui atteint rapidement la notoriété en Afrique.
Il se retire de la scène musicale vers le milieu des années 1970 à la suite de la faillite de son label musical belge et se consacre à quelques enregistrements au Togo, avant de mourir dans un hôpital de Bruxelles en 1985, à l’âge de 46 ans.